# ریور آلن (بازیکن فوتبال)
ریور آلن (انگلیسی: River Allen؛ زادهٔ ۷ اکتبر ۱۹۹۵) بازیکن فوتبال اهل بریتانیا است.
از باشگاه‌هایی که در آن بازی کرده است می‌توان به باشگاه فوتبال گوسپورت بورو، باشگاه فوتبال گیتزهد، باشگاه فوتبال ترورو سیتی، باشگاه فوتبال بودمین تاون، و باشگاه فوتبال پلیموث آرگیل اشاره کرد.